# スペイ川

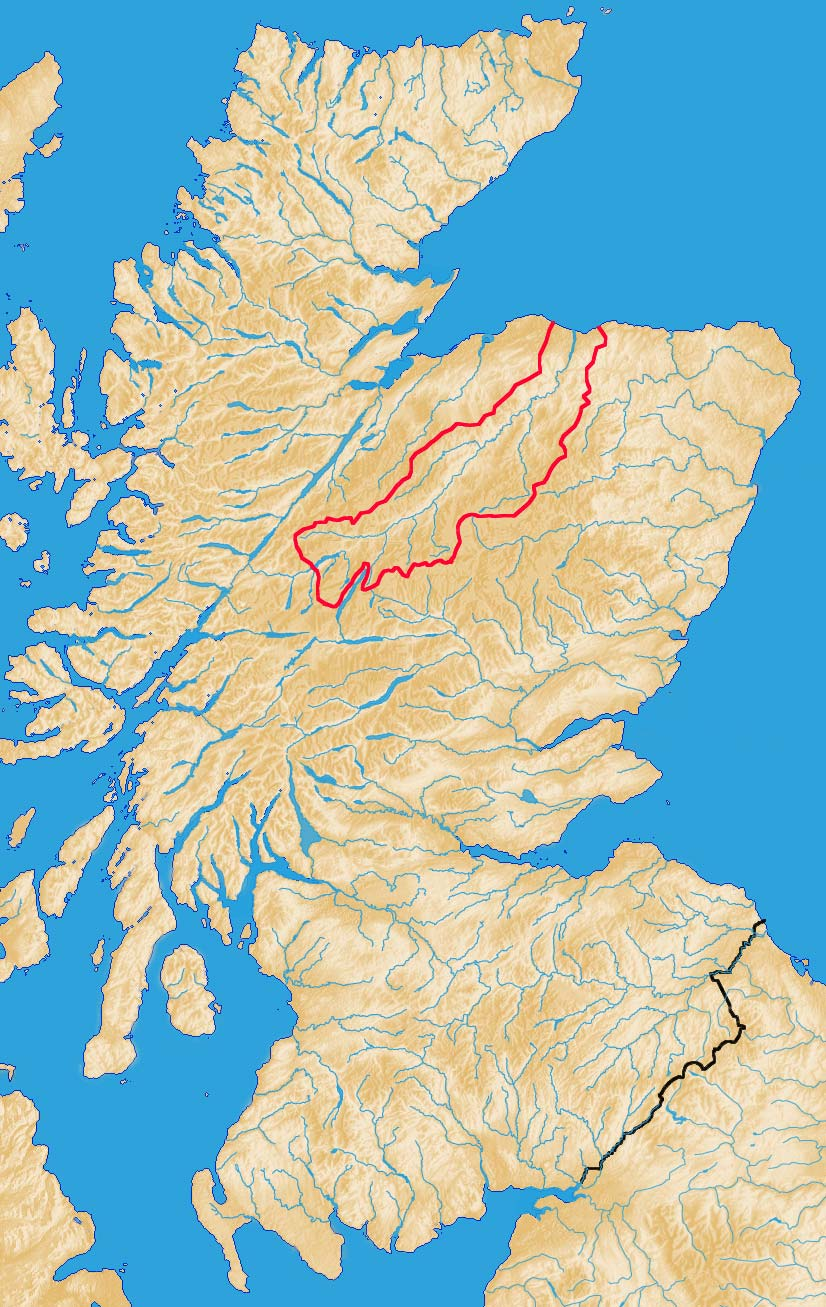
スペイ川の分水域

スペイ川 (スペイがわ、River Spey) は、イギリス・スコットランドの河川。スコットランドではテイ川に次いで2番目に長く、最も急流の河川である。ハイランド地域を流れ、北海に注ぐ。ウィスキー醸造所が多数あり、また、サーモン釣りでも知られる河川である。水源はスペイ湖でハイランド地方を通りマレー湾に注いでいる。
中流部のインシュ湖を含む一帯の沼地、カー、川底の砂利と扇状地はユーラシアカワウソや水鳥の生息地である。1997年にラムサール条約登録地となった。